# Голубев, Павел Васильевич
Павел Васильевич Голубев (16 (28) июня 1883, Бахмут — 3 марта 1966, Харьков) — советский певец (баритон), педагог. Заслуженный деятель искусств УССР (1953).

## Биографические данные

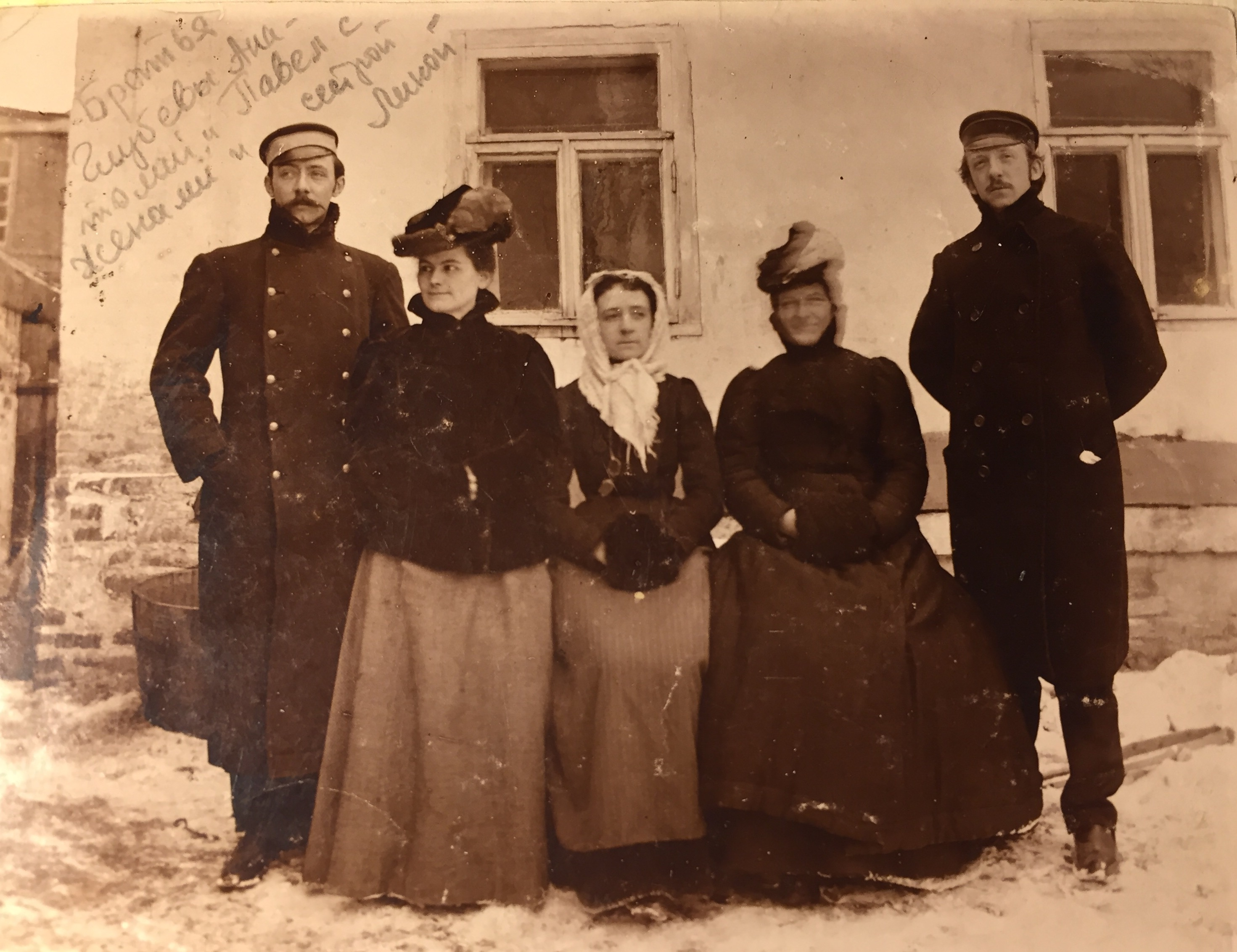
Слева направо: брат Анатолий, жена Павла Мария, сестра Аполлинария(Лина), жена Анатолия Нина и сам Павел Голубев.

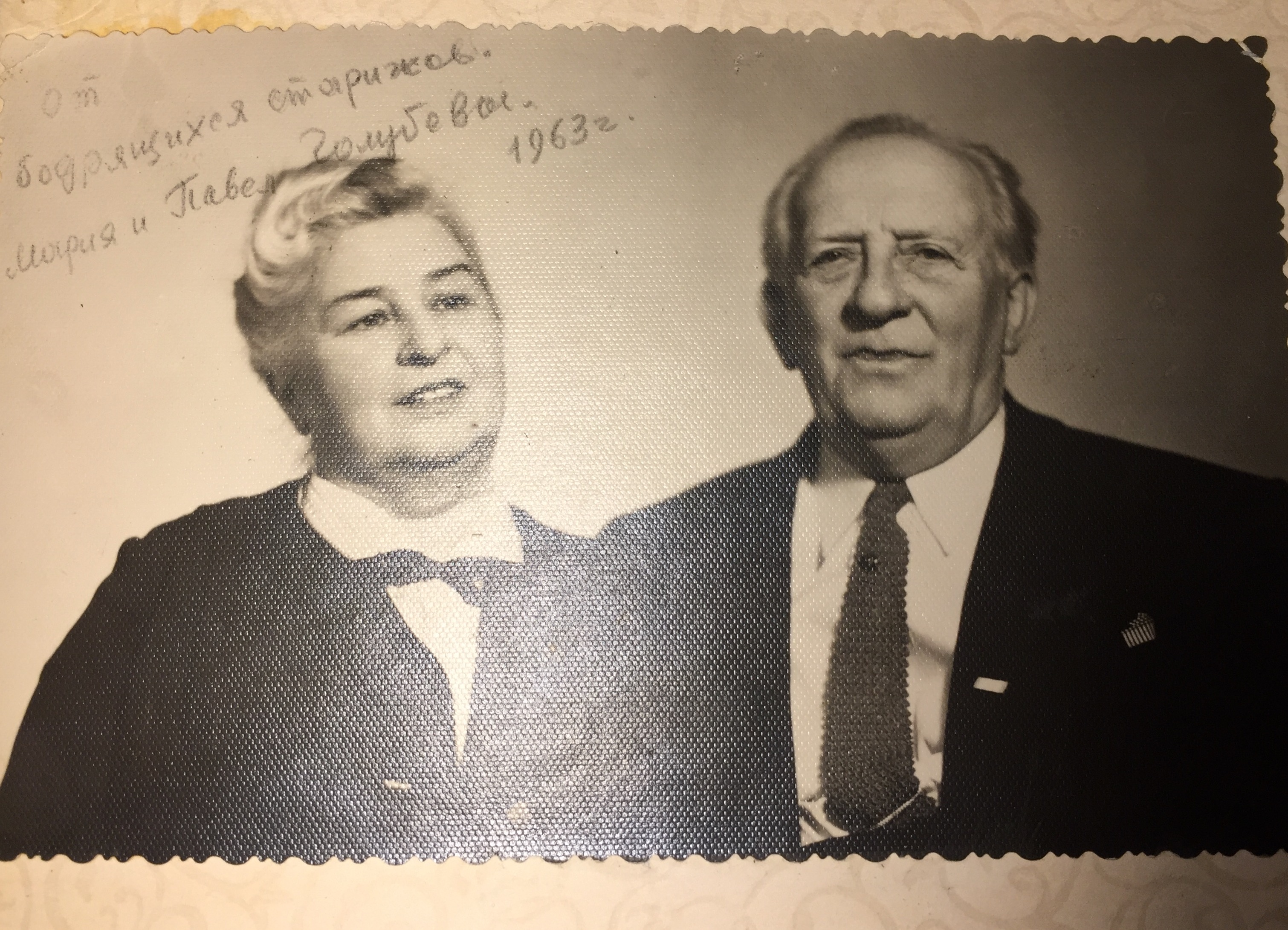
Павел Голубев с женой в 1963г.

В 1906 году окончил Харьковское музыкальное училище Российского музыкального общества по классу Ф.Бугамелли. В 1908-1926 годах преподавал в этом училище.
С 1926 года — преподаватель, с 1939 года — профессор Харьковского музыкально-драматического института (от 1924 года — консерватория).
Один из теоретиков певческого искусства. Среди учеников — народные артисты СССР Борис Гмыря, Николай Манойло, Нонна Суржина, Борис Немиров..

## Награды
- орден «Знак Почёта» (24.11.1960)

## Труды
- «Советы молодым педагогам-вокалистам» (1956, 1963).
- «Заметки педагога. Борис Романович Гмыря» (1959).